# Z²
Z² è il sesto album in studio del gruppo musicale canadese Devin Townsend Project, pubblicato il 27 ottobre 2014 dalla HevyDevy Records.

## Descrizione
Si tratta di un doppio album o meglio di due dischi separati ma inseriti in un'unica produzione. Come spiegato da Townsend, il primo disco, intitolato Sky Blue, è proposto a firma Devin Townsend Project, mentre il secondo, Dark Matters, è posto a firma Ziltoid e rappresenta un concept album che fa da seguito a Ziltoid the Omniscient (2007) e narra le vicende dell'omonimo extraterrestre contro il mondo.
Nell'estate 2015 i due dischi sono stati distribuiti separatamente dalla Inside Out Music a nome Devin Townsend Project.

## Tracce
Testi e musiche di Devin Townsend, eccetto dove indicato.
CD 1 – Sky Blue
1. Rejoice – 4:16
2. Fallout – 4:30
3. Midnight Sun – 4:58
4. A New Reign – 4:52
5. Universal Flame – 4:39
6. Warrior – 3:31
7. Sky Blue – 3:52
8. Silent Militia – 4:28
9. Rain City – 7:45
10. Forever – 3:45
11. Before We Die – 8:24
12. The Ones Who Love – 1:32

CD 2 – Dark Matters
1. Z² – 3:59
2. From Sleep Awake – 3:00
3. Ziltoidian Empire – 6:26
4. War Princess – 8:18 (Devin Townsend, Dominique Persi)
5. Deathray – 4:43
6. March of the Poozers – 6:25
7. Wandering Eye – 3:41
8. Earth – 7:39
9. Ziltoid Goes Home – 6:20
10. Through the Wormhole – 3:44
11. Dimension Z – 6:13

Dark Matters - Raw – CD bonus nell'edizione speciale
1. Z² – 3:55
2. From Sleep Awake – 3:01
3. Ziltoidian Empire – 6:22
4. War Princess – 7:48
5. Deathray – 4:06
6. March of the Poozers – 5:18
7. Wandering Eye – 3:26
8. Earth – 7:48
9. Ziltoid Goes Home – 6:35
10. Dimension Z – 5:10

Loud Park 13 – DVD	bonus nell'edizione giapponese
1. Truth
2. Regulator
3. Christeen
4. Kingdom
5. Liberation
6. War
7. Juular
8. Grace

## Formazione
Gruppo
- Devin Townsend – voce, chitarra, tastiera, programmazione, arrangiamento, composizione orchestra e coro (Dark Matters)
- Ryan Van Poederooyen – batteria, arrangiamenti aggiuntivi
- Dave Young – chitarra, tastiera, arrangiamenti aggiuntivi
- Brian Waddell – basso, arrangiamenti aggiuntivi
- Mike St-Jean – tastiera, sintetizzatore, programmazione, arrangiamenti aggiuntivi

Altri musicisti
- Sky Blue
  - Anneke van Giersbergen – voce
  - Kat Epple – flauto
  - Adyson King – voce di She's a Warrior!
  - The Universal Choir – coro
- Dark Matters
  - Anneke Van Giersbergen – voce
  - Dominique Leonore Persi – voce di War Princess
  - Bill Courage – voce narrante
  - Chris Jericho – voce di Captain Spectacular
  - Eric Severinson – voce dei personaggi aggiuntivi, orchestrazione e conduzione coro
  - Marina Bennett – voce dei personaggi aggiuntivi
  - Mark Cimino – voce di Poozer
  - Maria Wener – voce di Excited Woman in Earth
  - Jazz-A-Fire – voce di Excited Woman in Earth
  - Sheldon Zaharko – voce di Magnum, Dukes and MacGuyve
  - Chris Devitt – voce di Planet Smasher
  - Pubblico di Utrecht Tivoli del 5 agosto 2014 – cori (tracce 1 e 6)
  - Tigers in a Tank – coro
  - Floriam Magnus Maier – orchestrazione orchestra
  - Prague Philharmonic Orchestra – orchestra
  - American Symphony
    - Lisa McNiven – violino
    - Emily Rust – violino
    - Ariel Loveland – violino
    - Juliann Eldridge – violino
    - David Clay – violoncello
    - Michael Rollins – violoncello
    - Daniel Rust – contrabbasso
    - Eric Slaugh – tromba
    - Greg Sills – tromba
    - Jonathan Allred – trombone
    - Zach Caine – trombone
    - Tom Francis – trombone baritono
    - David Jones – corno francese

Produzione
- Devin Townsend – produzione, missaggio, ingegneria del suono aggiuntiva
- Jason "JVP" Van Poederooyen – missaggio (Sky Blue), co-ingegneria del suono agli Swinghouse Studio
- Sheldon Zaharko – missaggio (Dark Matters)
- Andy VanDette – mastering
- Adrian Mottram – montaggio coro
- Jake Gable – montaggio parti di batteria
- Matt Emonson – montaggio parti di batteria
- Ari Judah – assistenza tecnica agli Swinghouse Studio
- Sam Martin – assistenza tecnica agli Swinghouse Studio
- Justin Brown – ingegneria del suono ai Vogville Studios
- Corey Mann – assistenza tecnica ai Vogville Studios
- Dave Young – ingegneria del suono aggiuntiva, ingegneria del suono ai Daveland Studio
- Mike St-Jean – ingegneria del suono aggiuntiva
- Scott Cooke – ingegneria del suono agli Scotland Studio
- Paul Duts – ingegneria del suono agli Armoury Studios
- Randy Slaugh – produzione, arrangiamento, ingegneria del suono e montaggio dell'American Symphony (Dark Matters)
- Ken Dudley – missaggio dell'American Symphony (Dark Matters)